# 中院通富
中院 通富（なかのいん みちとよ / みちとみ）は、幕末の公家、明治期の華族。伯爵。

## 経歴
山城国京都で内大臣・徳大寺実堅の二男として生まれ、侍従・中院通繁の養子となる。天保8年3月25日（1837年4月29日）に元服し昇殿を許される。天保12年8月29日（1841年10月13日）右近衛権少将に任じられ、右近衛権中将、兼参議、権中納言を経て、慶応4年2月2日（1868年2月24日）権大納言となった。
安政5年3月（1858年）、日米修好通商条約締結の勅許案を巡り、中山忠能・大炊御門家信・広幡忠礼・四辻公績・正親町三条実愛・正親町実徳・三条西季知・日野資宗・庭田重胤・八条隆祐・橋本実麗・野宮定功と共に、案文の変更を求めた。万延元年7月（1860年）儲君祐宮（後の明治天皇）の三卿に就任。その後、七次にわたって議奏加勢を務める。
慶応3年12月9日（1868年1月3日）王政復古を迎え、慶応4年2月20日（1868年3月13日）参与、林和靖間詰並御内儀口向等取締に就任。同年閏4月、桂宮祗候に転じ、その後、殿掌などを務めた。
1884年7月7日、伯爵を叙爵した。

## 親族
- 母：醍醐信子（醍醐輝久の娘）[1]
- 妻：ツグ子（養父長女）[1]
- 養嗣子：中院通規（1856年 - 1925年、伯爵、徳大寺公純三男）[1] - 徳大寺公純は実堅の養子で、実堅の兄鷹司政煕の曾孫である。
- 長男：富有（1877年 - ?、分家[2])
- 次男：住友理助（1879年 - ?、旧名富壽[2]、二女あり[8]）
- 娘：盛子（1861年 - 1883年、徳川昭武夫人）
- 三女：中院致子(愛宕通旭夫人)

## 系譜
東山天皇の男系四世子孫である。東山天皇の孫（閑院宮直仁親王の子）で鷹司家を継いだ鷹司輔平の男系後裔。

詳細は皇別摂家#系図も参照のこと。